# Vuomakasjoki
Vuomaskasjoki (Vuomagasjohka) is een beek/rivier die stroomt in de Finse gemeente Enontekiö. De rivier vormt de verbinding van het Vuomakasjärvi (Vuomagasjávri) en het Meekonjärvi (Megonjávri). Bronrivier van deze stroom is de Pitsusjoki vanuit het noorden. Op de rechteroever van de rivier ligt het Kalottireitti-wandelpad.
De Vuomakasjoki ligt in het stroomgebied van de Torne.
Afwatering: Vuomakasjoki → (Porojärvi) → Poroeno → Lätäseno → Könkämärivier → Muonio →  Torne → Botnische Golf